# Prochoreutis holotoxa
Prochoreutis holotoxa is een vlinder uit de familie glittermotten (Choreutidae). De wetenschappelijke naam is voor het eerst geldig gepubliceerd in 1903 door Meyrick.
De soort komt voor in Europa.